# Unterseeboot UB-110
Pour les autres navires du même nom, voir Unterseeboot 110.
L'Unterseeboot UB-110 est un sous-marin (U-Boot) allemand de type UB III utilisé par la Kaiserliche Marine pendant la Première Guerre mondiale. Le sous-marin a été mis en service dans la marine impériale allemande le 23 mars 1918. 

## Conception
Comme tous les sous-marins de type UB III, l'UB-110 avait un déplacement de 519 tonnes en surface et de 649 tonnes en immersion. Ses moteurs lui permettaient de naviguer à 13,3 nœuds (24,6 km/h) en surface et à 7,4 nœuds (13,7 km/h) en immersion. Il avait un rayon d'action de 7420 milles de marins (13740 km) à sa vitesse de croisière. L'UB-110 transportait 10 torpilles et était armé d’un canon de pont de 8,8 cm. L'UB-110 avait un équipage pouvant compter jusqu’à 3 officiers et 31 hommes.

## Historique des services
L'UB-110 a été construit par Blohm & Voss de Hambourg. Après un peu moins d’un an de construction, il fut lancé à Hambourg le 1er septembre 1917 et mis en service au printemps 1918 sous le commandement du Kapitänleutnant Werner Fürbringer. 

### Navires touchés par l’UB-110
Au cours de sa carrière, il est confirmé que l'UB-110 a torpillé deux navires, le Sprucol et le Southborough. Le Sprucol était un pétrolier de 1137 tonneaux de jauge brute exploité par la Royal Fleet Auxiliary au moment de l’attaque. Il a été endommagé au large des côtes anglaises mais est revenu dans la Humber sans victimes à bord. Le vapeur civil Southborough de 3709 tonnes n’a pas eu cette chance. Il a coulé à 5 milles au large de la côte est de Scarborough le 16 juillet 1918, causant la perte de 30 civils.

### Naufrage
Le 19 juillet 1918, alors qu’il était sous le commandement du Kapitänleutnant Werner Fürbringer, l'UB-110 fut bombardé à coups de grenades anti-sous-marines, éperonné et coulé près de la Tees par le HMS Garry, commandé par Charles Lightoller. Ce fut peut-être le dernier naufrage d’un sous-marin allemand pendant la Grande Guerre.
Dans ses mémoires d’après-guerre, Fürbringer allègue qu’après le naufrage, le HMS Garry a ouvert le feu avec des revolvers et des mitrailleuses sur son équipage désarmé dans l’eau. Il déclare qu’il a vu le crâne de son steward de 18 ans fendu par un morceau de charbon lancé par un membre de l’équipage de Garry. Il affirme également que lorsqu’il a tenté d’aider un officier blessé à nager, l’homme a dit : « Laissez-moi mourir en paix. Ces porcs vont nous tuer de toute façon ». Les mémoires indiquent que les tirs n’ont cessé que lorsque le convoi que le destroyer escortait, et qui contenait de nombreux navires battant pavillon neutre, est arrivé sur les lieux. À ce moment-là « comme par magie, les Britanniques ont soudain mis quelques canots de sauvetage à l’eau. »
Bien que Lightoller n’entre pas dans les détails du naufrage dans ses propres mémoires, il confirme les mémoires de Fürbringer en admettant qu’il « a refusé d’accepter les mains levées ». Lightoller a expliqué : « En fait, il était tout simplement étonnant qu’ils aient eu l’audace infernale de proposer de se rendre, compte tenu de leurs attaques féroces et impitoyables contre nos navires marchands. Le combat destroyer contre destroyer, comme dans la patrouille de Douvres, était un jeu équitable et il n’avait aucune haine envers les équipages ennemis. On pouvait les rencontrer et les considérer comme un adversaire loyal. Mais envers les hommes des sous-marins, on ressentait un dégoût et une répugnance absolus. Ils n’étaient rien d’autre qu’une abomination, polluant la mer propre. »
Le lieutenant commander Lightoller a reçu une barrette à sa Distinguished Service Cross pour avoir coulé l'UB-110. Au total, 23 membres de l’équipage de l'UB-110 sont morts au combat et aux mains de l’équipage du Garry après le naufrage.

### Opération de sauvetage
Le HMTBD Bonetta est arrivé plus tard sur les lieux et a récupéré cinq survivants, dont le capitaine, mais l’un d’entre eux, l’officier mécanicien, est mort sur le pont immédiatement après avoir été sorti de l’eau. Le capitaine allemand, malgré l’épreuve qu’il avait traversée, s’est révélé être très maître de lui-même lorsqu’il a été interrogé dans la salle des cartes. Il a exprimé l’opinion que l’Allemagne gagnerait bientôt la guerre, mais son calcul était erroné, car l’Allemagne a été vaincue six semaines plus tard. À cette époque, les tâches du Bonetta comprenaient le ramassage de nombreux survivants et morts, grièvement blessés, sur des bateaux de pêche, qui avaient été bombardés par un sous-marin allemand, au large de l’entrée de la Tyne. Il n’est peut-être pas surprenant que l’équipage du Bonetta n’ait pas été informé du massacre.

### Renflouement
L'UB-110 fut renfloué le 4 octobre 1918 et démantelé au chantier naval Swan Hunter sur la Tyne. Un album photographique du navire a été partagé par Tyne and Wear Archives.
Une découverte troublante lors de son renflouement est que certaines de ses torpilles sont équipées de détonateurs magnétiques, les premières à être correctement identifiés par les Britanniques. Ces premiers exemplaires étaient problématiques, faisant souvent exploser les torpilles prématurément, voire pas du tout.

## Affectations
- Flottille Flandern II : du 27 juin au 19 juillet 1918

## Commandants
- Kapitänleutnant Werner Fürbringer[13] : du 23 mars au 19 juillet 1918

## Navires coulés
| Date            | Nom          | Nationalité           | Tonnage | Destin    |
| --------------- | ------------ | --------------------- | ------- | --------- |
| 10 juillet 1918 | RFA Sprucol  | Royal Fleet Auxiliary | 1137    | Endommagé |
| 16 juillet 1918 | Southborough | United Kingdom        | 3709    | Coulé     |